# Denis Abljazin
Denis Michajlovitj Abljazin (ryska: Денис Михайлович Аблязин), född den 3 augusti 1992 i Penza, Ryssland, är en rysk gymnast.
Han tog OS-brons i herrarnas fristående och OS-silver i hopp i samband med de olympiska gymnastiktävlingarna 2012 i London.
Vid olympiska sommarspelen 2016 i Rio de Janeiro tog Abljazin silvermedaljer i hopp och lagmångkamp samt en bronsmedalj i ringar
Abljazin tog os-guld i lag och os-silver i hopp vid olympiska sommarspelen i Tokyo 2020 (2021).